# Paula Müller-Otfried
Paula Müller-Otfried, född 7 juni 1865, död 8 januari 1946, var en tysk politiker, kvinnorättsaktivist och pionjär inom socialarbete. Hon var ledamot i den tyska riksdagen för Tysknationella folkpartiet 1920–1933. Hon var ordförande för Tysklands kanske mest betydelsefulla konservativa kvinnorättsförening, Deutscher Evangelischer Frauenbund (Tyska Evangeliska Kvinnoförbundet) 1900–1934.